# Prerromanticismo

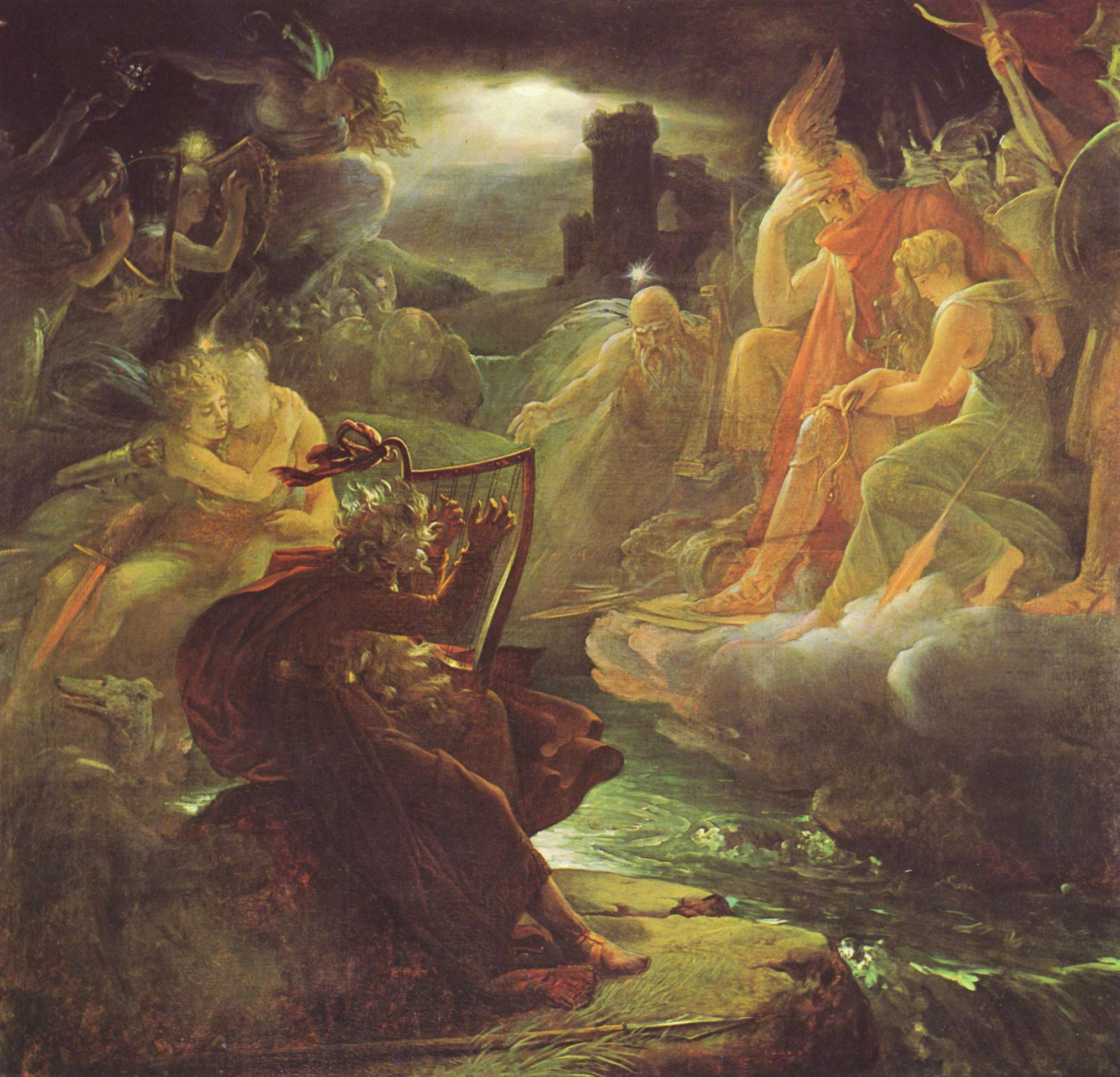
Ossian, bardo celta relacionado con el prerromántico James Macpherson, pintado por François Pascal Simon Gérard.

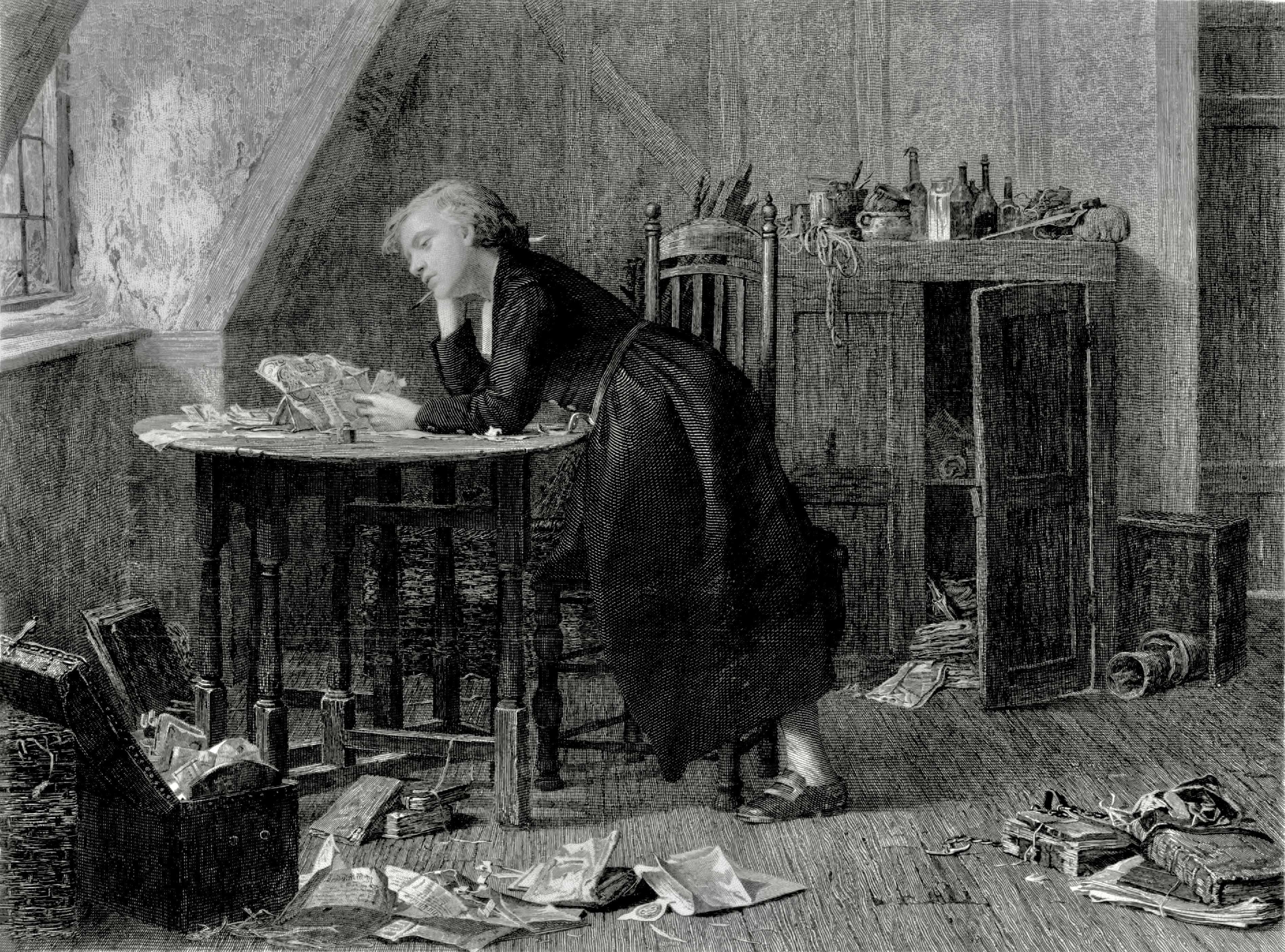
El joven prodigio Thomas Chatterton, uno de los precursores del Romanticismo

El prerromanticismo fue un movimiento literario que se desarrolla en Europa principalmente en el último tercio del siglo XVIII y cuyo ocaso transcurre en las últimas décadas de la centuria, cuando se ve sustituido por el Romanticismo, en total oposición al Neoclasicismo, principal estética de la Ilustración.
Durante el siglo XVIII triunfan en Europa las ideas clásicas francesas del siglo anterior (Neoclasicismo). Mas, a la vez, se va forjando en varios países una reacción de signo radicalmente contrario.

## Características del Prerromanticismo

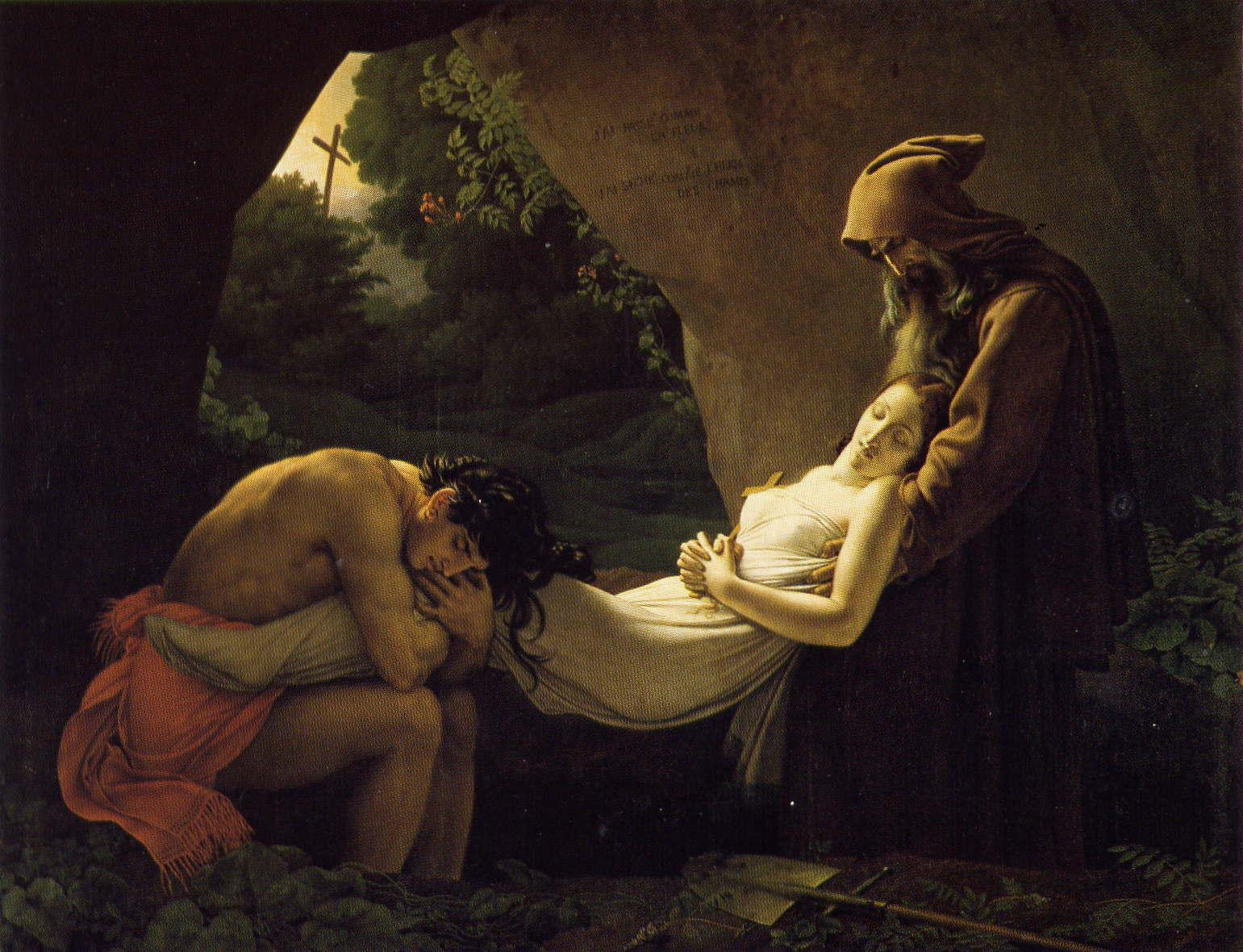
Atala en la tumba, de Anne-Louis Girodet-Trioson (Musée du Louvre, París).

En el Prerromanticismo se dan los siguientes caracteres, que lo separan del Neoclasicismo:
- Afirma el predominio del sentimiento frente a la razón. En sus obras, los escritores expresan sus sentimientos más tristes y exaltados.
- Rechazan las "reglas", aunque algunos escritores prerrománticos las aceptan.
- Frente a la naturaleza arreglada y tranquila típica de los escritores neoclasicistas, los prerrománticos y más tarde los románticos prefieren lugares esotéricos y misteriosos, como cementerios, escenas nocturnas, tormentas, apariciones de fantasmas, etc.
- Literatura individualista/intimista

Como ejemplo de documento prerromántico, ofrecemos un pasaje del enciclopedista francés Denis Diderot, que en el año 1760, escribió:

¿Qué necesita el poeta? ¿Una naturaleza bárbara o cultivada, tranquila o tormentosa? ¿Preferiría la belleza de un día puro y sereno al horror de una noche oscura, donde el mugido de los vientos se mezcla por intervalos al murmullo sordo y continuo del trueno lejano, y donde se ve el relámpago inflamar los cielos sobre nuestra cabeza? ¿Preferirá un estanque a una catarata que se quebranta y rompe entre los peñascos, estremeciendo al pastor que la oye lejos, apacentando su rebaño en la montaña? ¿Cuándo veremos nacer poetas? Después de grandes desastres y grandes desdichas, cuando los pueblos comiencen a respirar, y las imaginaciones excitadas por espectáculos terribles, se atrevan a pintar cosas que ni siquiera podemos concebir los que no hemos sido testigos de ellas.

## El Prerromanticismo en Europa

### En Francia y esfera francófona

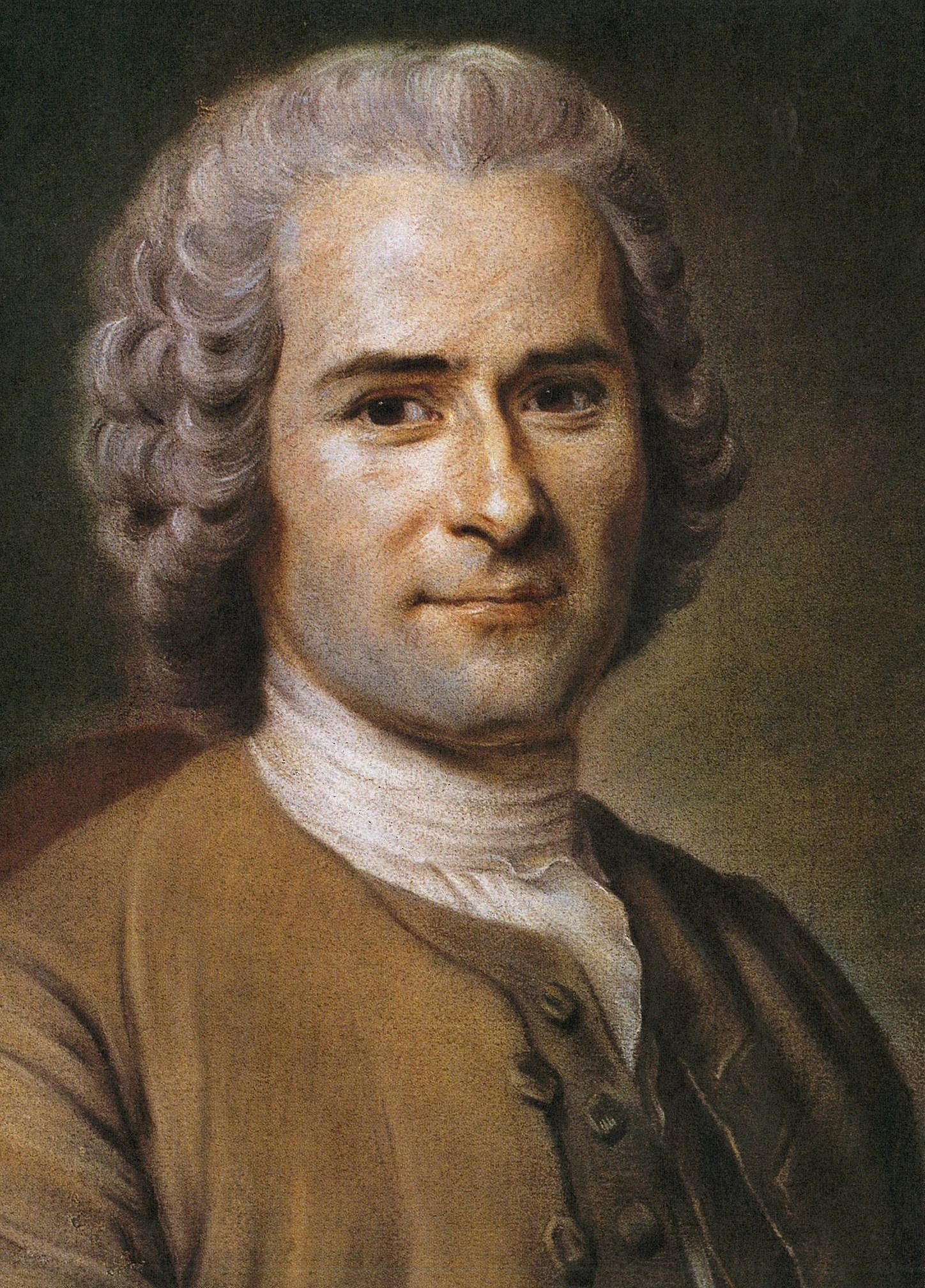
Jean-Jacques Rousseau, por Maurice Quentin de La Tour.

Jean-Jacques Rousseau (1712-1778), natural de Ginebra, es 
uno de los primeros escritores prerrománticos y tuvo un gran influjo en toda Europa.
Su nacimiento costó la vida a su madre. Su padre abandonó Ginebra debido a una querella y dejó a su hijo bajo la tutela de un pastor protestante, llamado Lambercier. En 1728 fue acogido en la familia de la señora de Warrens, en Annency, donde es bautizado y convertido al catolicismo.
Rousseau afirma en su discurso Sobre el origen de la desigualdad entre los hombres (1755) que la civilización ha envilecido al hombre. Pretende que vuelva al estado primitivo, al hombre natural en su esencia. En su novela Emilio o la Educación (1762), de carácter pedagógico y sentimental, expone cómo debe educarse al hombre en ese ideal de sencillez. Es deísta y cree en la bondad primitiva del hombre.
En su obra La nueva Eloísa, novela que subtitula Cartas de dos amantes que habitan en una ladera al pie de los Alpes, se hallan todos los aspectos que han de dar lugar al posterior Romanticismo: una exaltada pasión amorosa cuya acción transcurre en un paisaje melancólico.
Ensueños de un paseante solitario, donde enfrenta su sentimentalismo con la Naturaleza, y Confesiones, son obras de su última época.
- Jacques-Henri Bernardin de Saint-Pierre (1737-1814), autor de la célebre novela Pablo y Virginia, idilio que transcurre en la isla de Santa Elena, en la que se puede apreciar con claridad su ideología rousseauniana.
- Louis-Sébastien Mercier (1740-1814), discípulo de Rousseau, quien inventa el costumbrismo literario francés con su Tableau de Paris, indaga en la ficción científica con su ucronía L’An 2440 y promueve una ruptura con la tragedia neoclásica francesa con su Essai sur l'Art Dramatigue, en que defiende la creación de un teatro nacional vivo y atento a la sociedad actual, la vida cotidiana y cuyo destinatario sea el pueblo común.
- Madame de Staël (1766-1817), parisina de nacimiento pero suiza de origen y apasionada de Rousseau, compuso un estudio fundamental para la introducción del Romanticismo en Francia, De l'Allemagne (1810), que Napoleón ordenó buscar y destruir y provocó su exilio. Escribió numerosas novelas sentimentales y fue una de las precursoras del feminismo; sobresalió como crítica literaria.
- François-René de Chateaubriand (1768-1848) reivindicó el espíritu de la Edad Media y el cristianismo, tan marginados por los philosophes de la Ilustración, en su apología El genio del Cristianismo, compuso novelas donde la naturaleza juega un papel importante como Atala y René, e insistió en la subjetividad y trascendencia del ego artístico elaborando una larga y famosa autobiografía, las Memorias de ultratumba.
- Étienne Pivert de Senancour (1770-1846), autor de la novela epistolar Oberman (1804).
- El barón Auguste Creuzé de Lesser (1771-1839) revitalizó la narrativa medieval al refundir en un largo poema épico culto todo el ciclo artúrico, el Amadís de Gaula y el Cantar de Roldán, evocando además en otras obras suyas el Romancero y el Cantar de mio Cid.

### En Gran Bretaña

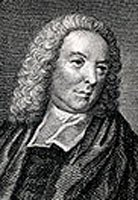
Edward Young.

Inglaterra es considerada la cuna del Romanticismo; pero como sostiene el filósofo inglés Isaiah Berlin en Las raíces del romanticismo Alemania tenía las condiciones necesarias para que fuera esta y no Inglaterra la que diera origen a este movimiento; al igual que el Renacimiento había surgido en Italia, el Barroco en España o el Neoclasicismo en Francia, el Romanticismo surgió en Alemania.
Los escritores más importantes de este movimiento en Inglaterra son:
- Allan Ramsay (1686-1758), que coleccionó numerosas baladas de amor y de francachela que se convertirán muy pronto en un arsenal de temas románticos medievales generalizados entre el pueblo.
- James Thomson (1700-1748), quien redescubre la inocencia de la naturaleza salvaje y de la vida rural en libertad a los poetas británicos a través de su poema Las Estaciones.
- Richard Hurd (1720-1808), quien en sus Cartas sobre la caballería y lo novelesco (1762) preanuncia el movimiento romántico.
- James Macpherson (1736-1796), que publicó Poemas gaélicos, atribuyéndolos a un supuesto poeta celta de los siglos II y III llamado Ossian. En ellos exaltan los sentimientos primitivos (el amor y la venganza) con gran lirismo. Más tarde, se supo que todo era una invención de Macpherson, aunque su influjo en toda Europa, y más aún en la escuela romántica, ya se había cumplido.
- Horace Walpole (1717-1797), padre de la novela gótica, donde cultiva sus gustos eclécticos y evocadores de lo exótico, que le llevaron igualmente a construir el primer edificio neogótico, Strawberry Hill (1748).
- Thomas Chatterton (1752-1770), un joven poeta pobre y genial, creó un heterónimo, el monje medieval Rowley, cuyas obras logró hacer pasar por verdaderas inspirándose en Macpherson; se suicidó siendo aún muy joven.
- Edward Young (1683-1765), fue el capellán de Jorge II. Obtuvo una rápida fama con sus Pensamientos nocturnos, obra cargada de meditaciones fúnebres. Young es quien introduce en la poesía romántica europea el tema de la noche y de la Luna.
- Thomas Gray (1716-1771), cuya fama es debida, principalmente, por su Elegía en un cementerio de la aldea (1751), cuya obra inicia el tono melancólico que caracterizará posteriormente a la poesía romántica. Tanto él como Edward Young pertenecen al grupo de los llamados poetas de cementerio por cultivar este tipo de poesía lúgubre.
- William Cowper (1731-1800), preocupado por el amor a la Naturaleza, a los animales y a la vida rural.

Cabe citar también a los llamados Poetas de cementerio, entre ellos el obispo Thomas Percy. Otros escritores que anticipan el movimiento podrían ser James Hervey, Samuel Richardson y su Clarissa, y Laurence Sterne y su Viaje Sentimental.

### En Escandinavia
El poeta y dramaturgo danés Johannes Ewald (1743-1781), alcohólico, llevó una vida solitaria y produjo su primer poema prerromántico con La muerte de Bálder (1774), con el cual se convierte en el primer poeta danés en usar temáticas provenientes de las sagas y la mitología escandinava. También escribió Lille Gunver, el primer libro de caballerías danés.

### En Italia
- Melchiorre Cesarotti (1730-1808) traduce los Cantos de Ossian de James Macpherson.
- Vittorio Alfieri (1749-1803), "un protorromántico", según el crítico Benedetto Croce, representa el ejemplo más íntegro de prerromanticismo en Italia, más en el contenido de sus obras (rebeldía, conflicto poder-libertad) que en la forma, de inspiración clásica.
- Ippolito Pindemonte (1753-1828) derrama su melancolía en sus Poesie y Prose campestri, así como en un intento de poesía sepulcral, I Cimiteri.
- Ugo Foscolo (1778-1827), liberal exiliado en Londres, compone su famoso poema Dei sepolcri (1807) y su novela epistolar Ultime lettere di Jacopo Ortis ("Últimas cartas de Jacobo Ortis", 1802-1803).

### En España

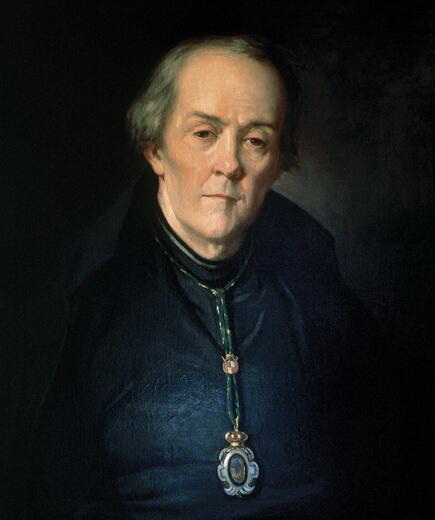
Alberto Lista por Domingo Valdivieso (Ateneo de Madrid).

En la España del siglo XVIII, un novator ilustrado como el padre Benito Jerónimo Feijoo anticipa la estética (que no la obra) del movimiento romántico a través de su ensayo o discurso "El no sé qué" (1734). El Neoclasicismo fue tardío y tuvo una escasa duración. Cuando apenas acababa de triunfar, nuevos gustos e ideas provenientes de Francia y de Inglaterra dieron lugar al Prerromanticismo, sostenido por el tratado de estética de Esteban de Arteaga (1789), que estudia las limitaciones de la imitación y la razón en el arte, y los Principios de retórica y poética del poeta y humanista Francisco Sánchez Barbero (1805), donde se resumen las ideas de Arteaga, se menciona que el principio de lo sublime en estética es superior a la belleza, y se afirma que:
Los escritores en este ramo [de la elocuencia] han ido descarriados. Ellos de los efectos deducen las reglas y, prescindiendo de las pasiones y de la imaginación, no consideran más que su resultado: para mí no hay más que imaginación y pasiones: de éstas procuro deducir su lenguaje.
De estas ideas se hace eco la traducción ampliada de las Lectures on Rhetoric and Belles Lettres (1783) de Hugh Blair por parte de José Luis Munárriz (Lecciones sobre la retórica y las bellas artes. Madrid: Ibarra, 1816), según la cual "la poesía es el lenguaje de la pasión". Además, los grandes escritores del siglo XVIII acusan en los últimos años de su vida la crisis del Neoclasicismo e inician la tendencia prerromántica; sin embargo, el Romanticismo pleno no llegó a entrar sin dificultades: se identificaba demasiado con el inmovilismo y el tradicionalismo de los que huían los liberales españoles. Puede decirse, pues, que la asimilación de las ideas clásicas y los sentimientos prerrománticos están más estrechamente unidos de lo normal en los poetas de la Segunda escuela salmantina (Manuel José Quintana, Cienfuegos, José Cadalso) y en la escuela sevillana (Alberto Lista, Arjona, José María Blanco White y José Marchena), y solo podrían considerarse estrictamente prerrománticos personajes como José María Blanco White, José Cadalso o Alberto Lista.
- Manuel José Quintana (1772-1857), acentuado liberal, de poética demasiado patriótica y civil, en línea con el más típico neoclasicismo, se acerca en algunos momentos al prerromanticismo en poemas como los dedicados al Mar, al Panteón de El Escorial o en sus biografías de grandes héroes históricos españoles.
- Nicasio Álvarez Cienfuegos (1764-1809) aporta cierta conciencia social, pues creyó en una fraternidad y hermandad universal de la misma manera que Cicerón, así como en la función de la caridad dentro del orden social, intentando renovar el anquilosado epíteto neoclásico.
- José Cadalso (1741-1782) experimenta fuertemente el influjo de Edward Young en sus Noches lúgubres y ataca agriamente la sociedad de su tiempo.
- Alberto Lista (1775-1848) es el primero en expresar sinceros sentimientos patrióticos sin hopalandas retóricas y en valorar la importancia del sentimiento y del pathos sobre la forma del poema, educando a las primeras generaciones de románticos como José de Espronceda.
- José María Blanco White (1775-1841), un liberal puro, rechaza la tradición clerical española, experimenta dudas de fe, abandona los hábitos y se convierte en anglicano y luego en unitario, escribiendo ya poesías románticas en inglés (por ejemplo, el soneto Mysterious Night!, 1827) y en español y valorando debidamente la literatura medieval, de la que se muestra ya un crítico moderno.
- José Marchena (1768-1821) es un revolucionario jacobino convencido y luego un afrancesado josefino. Traduce el poema epicúreo, materialista y ateo De rerum natura de Lucrecio en endecasílabos lancos y diversas obras de pensadores ateos y hace circular textos revolucionarios; en su poesía despotrica contra la Inquisición y trata temas patéticos medievales, como el de Eloísa y Abelardo.
- Vicente Rodríguez de Arellano (1750-1815), dramaturgo y poeta, pero destacable sobre todo por su labor como novelista, ya que se adelantó al género de la novela histórica con El negro Juan Latino (1805), obra en la que subyace la filosofía de Jean-Jacques Rousseau.[2]

### En Rusia
En Rusia el Prerromanticismo fue llamado Sentimentalismo, y su autor más característico es Nikolái Karamzín, con novelas sentimentales como La pobre Liza.

### En Alemania y esfera germanófona
Alemania, enemiga de Francia, se rebela rápidamente por patriotismo literario contra el afrancesamiento neoclasicista. En oposición a la Aufklärung, que seguía en Alemania las tendencias de la Ilustración francesa, surge el movimiento juvenil del Sturm und Drang ("tormenta e ímpetu"), cuyas composiciones se basan en las propias tradiciones germánicas y en los cantos de Ossian. 
Los stürmer odian las reglas clasicistas o toda regla que obstaculice a la expresión de sus pasiones, y propugnan el retorno a la naturaleza, la libertad en los sentimientos y en el arte, con afán de originalidad.
Asimismo, otros autores y autoras recopilan la tradición autóctona popular de los cuentos de hadas y reivindican los mitos germánicos, las leyendas e incluso la Edad Media a través de géneros nuevos como la novela histórica, como por ejemplo la escritora Benedikte Naubert (1756-1819), que influyó poderosamente en Walter Scott.

#### Johann Gottfried Herder
Se puede considerar a Herder uno de los puntos de referencia del Prerromanticismo alemán, si bien conserva algunos rasgos de la Ilustración, probablemente por influencia de Immanuel Kant. Pero para Herder, en contra de la Ilustración, la literatura no debe seguir unas pautas o unos modelos, sino la inspiración del genio, enraizado en su época y su entorno cultural. Pone en duda la vigencia de la tragedia griega como modelo de todo teatro, pues para él cada literatura está enraizada en sus concretas circunstancias y sólo se comprende desde ellas. Con ello será uno de los precursores del relativismo cultural, aunque sigue manteniendo la idea -inspirada por Kant y la Ilustración - de la unidad profunda de la Humanidad, que se manifiesta en la diversidad. Con el aprecio de la diversidad, la explicación genética de los fenómenos culturales y su aprecio por el genio aportará elementos decisivos al Prerromanticismo.

#### Johann Wolfgang von Goethe

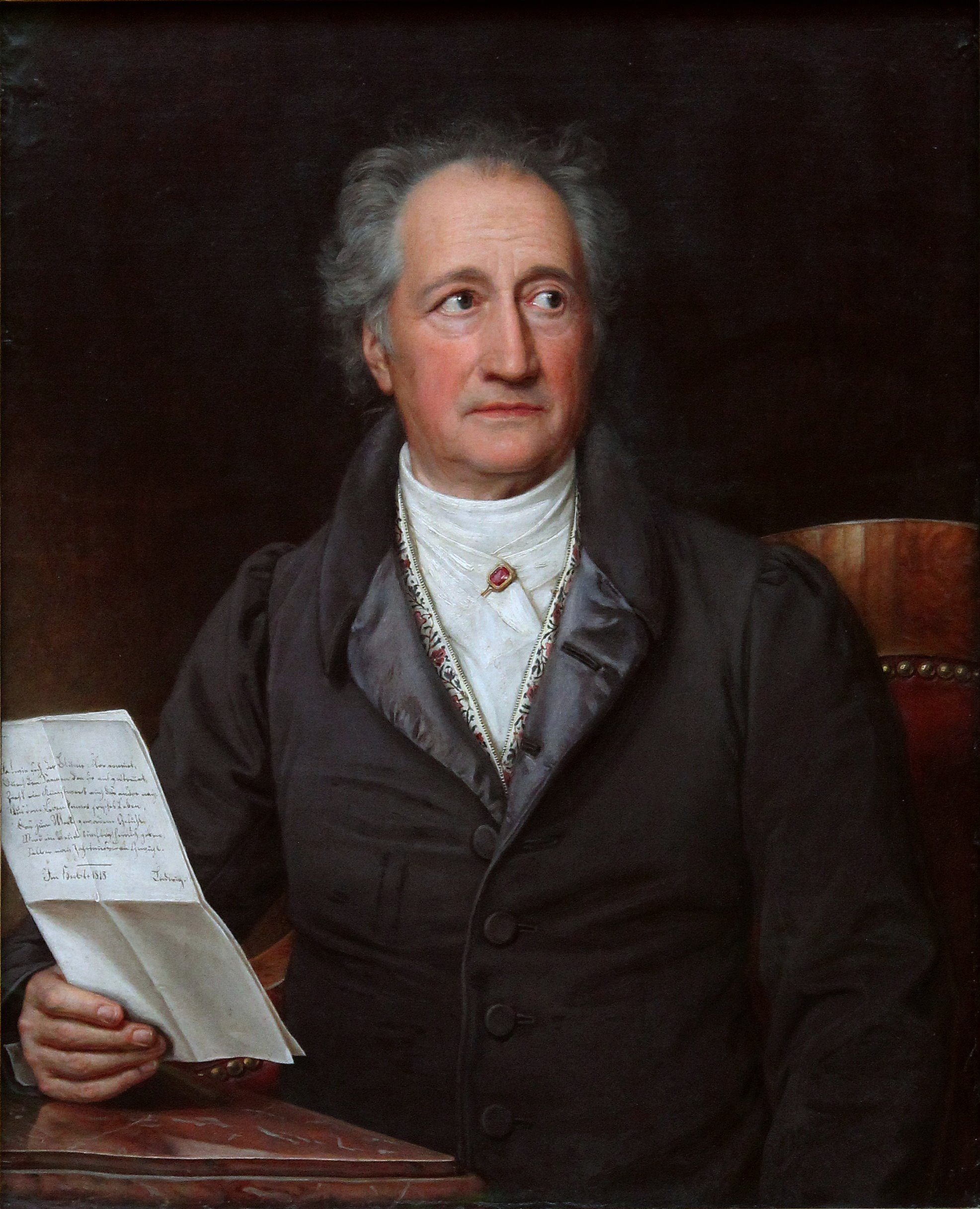
Johann Wolfgang von Goethe.

Goethe (1749-1832) es el escritor más importante de la Literatura alemana y uno de los más representativos del mundo.
Su dilatada vida se puede dividir en dos etapas. En la primera, de rasgos típicos prerrománticos, escribe sus dramas Goetz de Berlinchingen, Clavijo (1774; su personaje principal es el escritor español José Clavijo y Fajardo y por asunto sus amores con la hermana del escritor francés Beaumarchais), Egmont, el poema Prometeo (1774) y la novela Las cuitas del joven Werther (1774), en su mayor parte en forma epistolar.
En la segunda y última etapa de su vida, está influida por los viajes que realizó a Italia (Roma y Sicilia, a esta última la llamó "la isla reveladora"). "La venda se me cae de los ojos", decía el escritor en su fase postrera, inclinado a un clasicismo puro, sin la adulteración de los neoclasicistas franceses. Como producto de esta evolución, nos legó tragedias como Ifigenia en Táuride, Torcuato Tasso y Elegías romanas.
Goethe cultivó gran variedad de géneros literarios (se interesaba por la Filosofía y las Ciencias Naturales), en los que funde la serenidad y claridad propia del clasicismo y la grandeza y la pasión romántica, movimiento que, por otra parte, criticó con dureza. Fruto de la unión de ambas tendencias son su poema Herman y Dorotea, sus novelas Guillermo Meister y Las afinidades electivas, sus confesiones literarias Poesía y Verdad y, sobre todo, su poema Fausto, de trascencencia filosófica y considerada una de las obras más representativas de la literatura universal. En Fausto, recoge la leyenda medieval del doctor Fausto, que dedicada toda su vida a la ciencia, pacta con el diablo (Mefistófeles), con el deseo de recuperar la juventud y alcanzar el amor de Margarita.
Goethe vivió la mayor parte de su vida en la corte de Weimar, como consejero del duque de Sajonia.

#### Friedrich Schiller

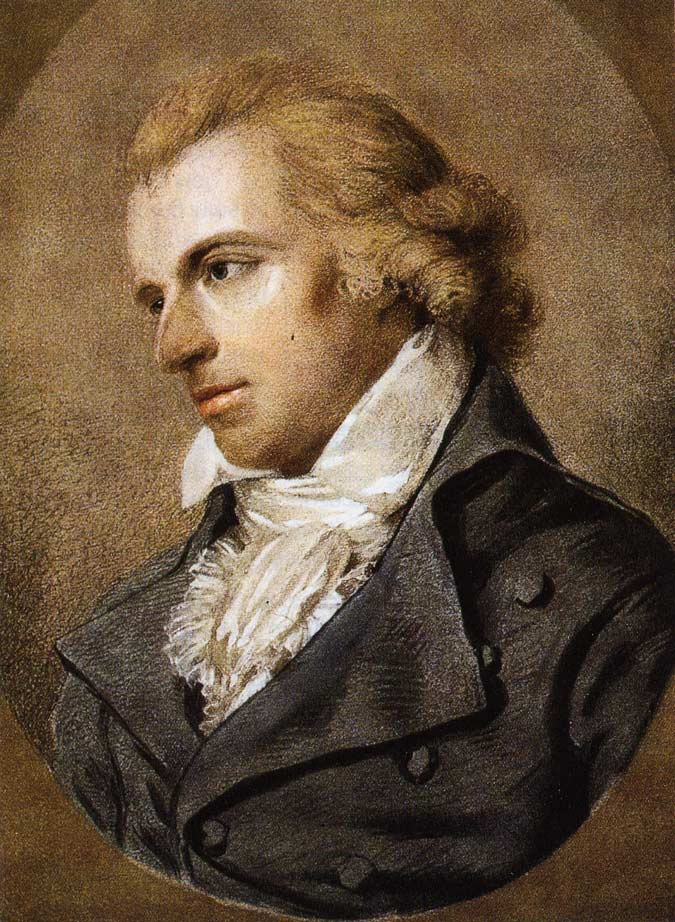
Friedrich Schiller.

Friedrich Schiller (1759-1805) es el autor dramático alemán más significativo de su época. También su vida se puede dividir en dos etapas, iniciada la segunda tras entablar amistad con Goethe (1749), diez años mayor que él, quien le acoge en la corte de Weimar, donde pasa el resto de su vida. La amistad entre Goethe y Schiller, que llegaron a colaborar en los Xenia (Colección de seiscientos epigramas, a los que dan un título de Marcial), fue muy fecunda y, aunque poseían distinto temperamento, se beneficiaron mutuamente. Schiller fallece a los cuarenta y seis años a consecuencia de la tuberculosis.
Primera época
La primera época de Schiller es típicamente prerromántica y encaja con las teorías del Sturm und Drang. Es en esta etapa cuando escribe obras como Los bandidos, escrita a los veintidós años, La conjuración de Fiesco, de temática veneciana y Don Felipe, que trata sobre Felipe II de España. Son dramas juveniles en los que Schiller se rebela contra las leyes y los prejuicios de la sociedad y defiende ideales de justicia y libertad.
A las creaciones dramáticas de su juventud anteriormente citadas, le siguen una serie de trabajos sobre estética, como Cartas sobre la educación estética del hombre, Callias y Sobre la poesía ingenua y la sentimental. Escribió también los poemas Himno a la alegría, que inspiró a Beethoven su Novena Sinfonía; Los dioses de Grecia, El ideal de la vida y otras baladas, entre las que destaca La campana, su poema más famoso. Además, también escribió libros históricos, guiado por la necesidad.
Segunda época
El encuentro con Goethe establece un punto de inflexión en la vida y la producción literaria de Schiller. A partir de este momento escribe exclusivamente obras dramáticas, entre las que se encuentran sus creaciones de mayor calibre de su trayectoria.
La trilogía de Wallestein es considerada la obra más importante del teatro alemán. A esta le siguen María Estuardo, sobre la reina de Escocia; La doncella de Orleans, sobre Juana de Arco; y por último Guillermo Tell, sobre el héroe popular suizo.
Schiller no pretende ser fiel a la historia o a la leyenda en que se basa, sino que la suele deformar a su conveniencia.
Otros escritores suizos, como el también pintor Johann Heinrich Füssli, más conocido como Henry Fuseli y por un tiempo adscrito al Sturm und Drang, son considerados autores del Prerromanticismo.